# 高平村 (兵庫県)
高平村（たかひらむら）は、兵庫県有馬郡に存在した村である。

## 歴史
- 1889年4月1日 - 町村制施行に伴い川辺郡高平村が成立。
- 1896年4月15日 - 郡が川辺郡から有馬郡に移る。
- 1956年9月30日 - 三田町, 三輪町, 広野村, 小野村と合併して三田町となり消滅。

## 由来
当村域は住吉羽束郷に属していたが、荘園制発達後、摂津多田原氏の荘園となり、代々その領有するところであった。その子孫に源高平という者がありこの地方と関係が深かったので、この土地は高平台と呼ばれるようになり、1889年に村制施行にあたってその名を採り高平村と名づけたといわれる。
現在は三田市立高平小学校等に名をとどめる。

## 住居表示
- 川原
- 末吉
- 布木
- 田中
- 十倉
- 酒井
- 鈴鹿
- 下里
- 波豆川
- 市瀬
- 上槻瀬
- 下槻瀬
- 木器